# Rhynchobapta eburnivena
Rhynchobapta eburnivena là một loài bướm đêm trong họ Geometridae.